# پیکسی لات
ویکتوریا لوییس لات (به انگلیسی: Victoria Louise Lott) (زادهٔ ۱۲ ژانویه ۱۹۹۱) که در دنیای موسیقی با نام پیکسی لات (به انگلیسی: pixie lott) شناخته می‌شود، خواننده، ترانه‌پرداز، بازیگر و رقصنده پیشین باله انگلیسی است.

## جوایز و نامزدی‌ها
| سال  | نوع                     | جایزه                                    | نتیجه |
| ---- | ----------------------- | ---------------------------------------- | ----- |
| ۲۰۱۱ | جوایز موسیقی ورجین مدیا | داغ‌ترین زن                               | برنده |
| ۲۰۱۲ | جوایز بریت              | سینگل بریتانیایی («همه چیز درباره امشب») | نامزد |

## آلبوم‌ها
- روشن کردن (Turn It Up) (۲۰۰۹)
- جوان احمق خوشحال (Young Foolish Happy) (۲۰۱۱)
- پیکسی لات (Pixie Lott) (۲۰۱۴)